# Ланкастърски университет
Ланкастърският университет (на английски: The University of Lancaster) е английски държавен изследователски университет, разположен в Ланкастър, Ланкашър, Великобритания. Университетът е основан с кралска харта през 1964 г.. Той е един от няколкото нови университета, създадени през 60-те години на XX век.

## Галерия
- Библиотека „Ръскин“
- Университетски параклис
- Чарлс Картър билдинг
- Канцлерски пристан

## Българи в Ланкастърския университет
Между 2003 и 2007 г. професор по сравнително литературознание в Ланкастърския университет е Галин Тиханов.